# OSV-96
OSV-96 (tiếng Nga:ОСВ-96) là một loại súng bắn tỉa công phá sản xuất tại Nga. Phiên bản thử nghiệm ra mắt đầu năm 1994 với tên V-94, nó được thiết kế và phát triển bởi Cục thiết kế dụng cụ (Instrument Design Bureau). Những năm sau đó, nó được thử nghiệm, nâng cấp và thiết lại vài chỗ, phiên bản hoàn tất có tên OSV-96 được sản xuất năm 2000. Loại súng này chuyên dùng để xuất khẩu nhưng có một số lượng nhỏ đã được trang bị cho quân đội sử dụng trong 2 cuộc chiến tranh tại Chechnya.

## Thiết kế
Khẩu KSVK được Nga thiết kế đầu thập niên 1990 là loại súng bắn tỉa công phá hạng nặng đầu tiên của nước này. KVSK dùng đạn 12,7x108mm có sức công phá mạnh, tuy nhiên khẩu KSVK bị lính bắn tỉa chê bai là chỉ có thể bắn phát một, nó cũng thiếu độ chính xác do chỉ sử dụng các loại đạn 12,7mm thông thường, không có đạn chuyên dụng chính xác cao cho súng bắn tỉa. Do vậy, quân đội Nga chỉ sản xuất một số lượng nhỏ KSVK, trong khi tiếp tục phát triển một loại súng bắn tỉa mới, vẫn sử dụng đạn 12,7mm nhưng độ chính xác phải được nâng cao và có thể bắn bán tự động.
Năm 1994, Cục thiết kế khí cụ (Tula) đã chế tạo súng trường tự nạp đạn cỡ lớn 12,7 mm V-94. Sau khi sửa đổi, súng bắn tỉa V-94 đã được Nga áp dụng với tên gọi OSV-96.
Năm 2000, OSV-96 được sản xuất sau 6 năm thử nghiệm với mã V-94. Theo công ty phụ trách xuất khẩu vũ khí Nga Rosoboronexport, súng trường có khả năng tiêu diệt người và phương tiện ở cự ly tương ứng là 1.200 m và 1.800 m. Phạm vi bắn hiệu quả là 1.700m. OSV-96 được trang bị một ống ngắm quang học. Khi được trang bị kính ngắm ban đêm DS-6, vũ khí này có thể tiêu diệt kẻ thù ở cự ly tới 600 m vào ban đêm.
Nòng của OSV-96 được gắn một cách tự do vào súng để tăng độ chuẩn xác cũng như có bộ phận chống giật ở đầu nòng súng. Nó có thể gắn chân chống chữ V để tăng tính chính xác khi tác chiến. Ngoài việc sử dụng ống nhắm OSV-96 còn có hệ thống điểm ruồi dự phòng để sử dụng khi cần thiết. Báng súng của loại súng này làm bằng nhựa tổng hợp và có thể diều chỉnh độ cao cũng như độ dài.
OSV-96 sử dụng cơ chế nạp đạn bằng khí nén và thoi nạp đạn xoay cho một loại súng bán tự động. Trong bộ khóa nòng sẽ có các móc khóa viên đạn cố định vào vị trí khi xoay thoi nạp đạn. Báng súng có thể gấp lại vì trong trạng thái sẵn sàng chiến đấu, súng trường có chiều dài rất dài và không thuận tiện trong việc cất giữ và vận chuyển.
Việc sử dụng các cỡ đạn 12,7x108 mm đã mang lại cho vũ khí một tầm bắn lớn, cho phép người bắn tránh xa tầm bắn của các loại vũ khí cỡ nhỏ thông thường, điều này rất quan trọng trong điều kiện chiến đấu thực tế. Hai chân bệ đỡ súng cho phép người bắn xoay nòng súng trường theo mặt phẳng dọc giúp súng trường có thể được sử dụng trên cả bề mặt không bằng phẳng. Tuy nhiên, giải pháp này có nhược điểm. Nhược điểm là hai chân, được gắn trực tiếp vào nòng của vũ khí, điều này ảnh hưởng không tốt đến độ chính xác khi bắn. Khi bắn súng trường sử dụng đạn bắn tỉa với loạt 4-5 phát, độ lệch không vượt quá 50 mm ở khoảng cách 100m (tương đương 0,9 MOA). Trong trường hợp này, một trong những điểm hạn chế của nó là âm thanh rất lớn khi bắn, vì vậy người bắn được khuyến cáo nên đeo che tai nghe khi bắn.
Băng đạn có năm viên và khả năng nạp đạn cho phép bắn với tốc độ cao. Hiện tại, khẩu súng trường này đang được sử dụng trong Bộ Nội vụ, Cơ quan An ninh Liên bang và Bộ Quốc phòng Nga. Ngoài Nga, loại súng trường này đang được biên chế trong quân đội và các đơn vị đặc biệt của một số quốc gia, bao gồm Azerbaijan, Belarus, Việt Nam, Ấn Độ, Iran, Kazakhstan, Kyrgyzstan và Syria.
Ngoài ra, súng trường còn được cung cấp cho tất cả những người mua trong và ngoài nước Nga nếu họ quan tâm.

### Phiên bản nước ngoài
Súng bắn tỉa hạng nặng 12,7 mm Việt Nam là một loại súng bắn tỉa công phá do Việt Nam chế tạo, có cỡ nòng 12,7 mm, được thiết kế dựa trên súng bắn tỉa công phá KSVK của Nga nhưng có thêm một số cải tiến mới. Dự án hoàn thành vào năm 2010 và súng được Nhà máy Z111 chế tạo thành công mẫu thử nghiệm. Tất cả các thiết bị như nòng súng, báng súng, vỏ ngoài, thân, đạn dược, kính ngắm quang học... cũng như dây chuyền sản xuất và công nghệ chế tạo tại nhà máy Z111 đều do phía Việt Nam làm chủ thông qua việc nghiên cứu tiếp thu công nghệ kỹ thuật súng bắn tỉa từ phía Nga. Súng có kích thước phù hợp, trọng lượng 12,5 kg, hộp tiếp đạn 5 viên, sơ tốc đầu đạn 840 m/s, tầm bắn hiệu quả 1.200m. Súng bắn đạt tỉ lệ trúng, độ chụm cao, bảo đảm độ bền và hoạt động tin cậy trong các điều kiện thời tiết khắc nghiệt. Định danh của mẫu súng này tại Việt Nam là SBT-12M1
Ngoài mẫu súng bắn tỉa SBT-12M1, Việt Nam còn chế tạo 1 loại súng bắn tỉa 12,7mm khác, nhưng là dựa theo khẩu OSV-96. Khẩu này được giới thiệu vào năm 2015

## Các nước sử dụng
- Nga
- Ấn Độ
- Syria
- Việt NamTự sản xuất thành công OSV-96.